# Петак тринаести 4: Последње поглавље
Петак тринаести 4: Последње поглавље (енгл. Friday the 13th: The Final Chapter) је амерички хорор филм из 1984. у режији Џозефа Зита, наставак филма Петак тринаести 3 из 1982, са Коријем Фелдманом, Кимберли Бек и Криспином Главером у главним улогама. Планирано је да ово буде последњи наставак филмског серијала Петак тринаести, али је већ наредне године снимљен нови наставак под насловом Петак тринаести 5: Нови почетак. Џејсон Вoрхис је поново у улози главног негативца, а у овом делу се први пут појављује и Томи Џарвис, глави протагониста целог серијала, који ће се појављивати и у наредним наставцима.
Зарадио је 33 милиона $ и по оценама на IMDb-у дели 3. место са 6. делом, одмах иза 2. дела и оригиналног филма из 1980.

## Радња
Ноћ након догађаја на Уточишту Хигинс, полиција рашчишћава плац, а тело Џејсона Ворхиса, за кога се верује да је најзад мртав, превезено је у мртвачницу. У болници Џејсон изненада дође себи и побегне из замрзивача, убивши успут патолога Аксела бонсеком и распоривши медицинску сестру Р. Морган скалпелом, те се упути натраг ка Кристалном језеру. Следећег дана група тинејџера допутује на Кристално језеро да проведу викенд. Групу чине Пол, његова девојка Саманта "Сем", девица Сара, њен момак Даг, шмокљанин Џими "Џимбо" и шаљивџија Тед. Успут, група наиђе на надгробни споменик Памеле Ворхис и аутостоперку коју убрзо убије Џејсон.
Тинејџери стигну и упознају комшије Триш Џарвис, њеног дванаестогодишњег брата Томија и породичног пса Гордона. Отишавши у шетњу следећег дана, група упозна бициклисткиње Тину и Тери, које су идентичне близнакиње, те оде на нудистичко купање с њима. Триш и Томи се игром случаја затекну на лицу места, а Триш је позвана на журку која ће бити приређена те вечери. Нешто касније, када им се аутомобил поквари, Триш и Томију помогне младић по имену Роб Дајер. Они га повезу до њихове куће, где упозна њихову разведену мајку, а Томи га одведе у своју спаваћу собу, где му покаже неколико хорор маски које је сам направио пре него што Роб оде у шуму да кампује.
Касније те вечери тинејџери приреде журку. Љубоморна Сем види Тину како очијука с Полом и оде на ноћно нудистичко купање у језеру, где је Џејсон прободе харпуном испод гуменог чамца. Када Пол изађе да је потражи, Џејсон и њега убије харпуном. Олујно невреме сручи се на Кристално језеро и Тери покуша да преурањено напусти журку, али пре него што може да седне на свој бицикл, Џејсон је прободе харпуном. Госпођа Џарвис стигне кући са џогинга и открије да у кући нема струје. Док она тражи своју децу и Гордона, Џејсон је убије на невиђено. Триш и Томи се убрзо врате из града и схвате да им је мајка нестала. Триш по кијамету изађе на стазу да је потражи и придружи се Робу у његовом шатору. Роб јој открије прави разлог свог доласка на Кристално језеро: његова сестра Сандра убијена је у другом делу. Роб јој даље објасни да је Џејсон још увек жив, те да је он дошао да освети смрт своје сестре. Забринути за Томијеву безбедност, Триш и Роб врате се у кућу.
Након спавања са Тином, Џими сиђе са спрата по флашу вина. Џејсон му прободе шаку вадичепом пре него што му зарије месарску сатару у лице. Тина одозго погледа кроз прозор и види да је бицикл њене сестре још увек тамо. Џејсон затим бане унутра кроз прозор и избаци Тину, која падне на аутомобил и погине. Док удувани Тед гледа старинске порно филмове на филмском пројектору, он се у једном тренутку превише приближи платну, где му Џејсон прободе главу кухињским ножем иза платна. Џејсон потом оде на спрат, где Даг и Сара завршавају вођење љубави под тушем. Пошто Сара оде, Џејсон убије Дага смрскавши му главу о зидне плочице туш-кабине. Сара завришти нашавши Дагово тело и покуша да побегне напоље, али је Џејсон убије секиром са двоструким сечивом кроз груди.
Триш и Роб оду у комшилук да провере шта се догађа и затекну тела тинејџера. Гордон побегне, а Роб је убијен у подруму док Триш трчи кући, поневши Робову мачету са собом. Она и Томи се забарикадирају у кући, али Џејсон провали унутра и појури их у Томијеву собу. Триш намами Џејсона ван куће и побегне, а затим се врати кући очајна сазнавши да Томи није отрчао, како му је она рекла. Она осети Џејсона иза себе и покуша да га савлада мачетом, али је надјачана. Томи, обријавши главу да би изгледао као Џејсон кад је био дете, одврати му пажњу довољно да га Триш млатне мачетом, али му тиме само откине маску с лица. Док Триш стоји ужаснута Џејсоновим деформисаним лицем, Томи узме мачету с пода и забије је Џејсону у главу са стране, пресекавши му добар део лобање, услед чега се он сруши на под, ком приликом му лобања још више напрсне. Када Томи, загрливиши Триш, примети да се Џејсонови прсти и даље померају, он настави да га силовито удара по телу мачетом, вриштећи: "Умри! Умри!", док му Триш поновљено извикује име.
У болници лекар саопшти да је Триш потребна операција рамена, након чега јој Томи дође у посету. Он журно уђе унутра, загрли је, а филм се заврши његовим психотичним погледом у камеру.

## Музика
Као и за претходна три филма, музику је у целости компоновао Хари Манфредини. У филму су у мањој мери коришћене теме из претходних филмова, а у сцени журке коришћена је музичка нумера Love Is a Lie рок групе Lion и три џез нумере: Stella by Starlight Виктора Јанга, To Each His Own Џеја Ливингстона и Реја Еванса и Tangerine Виктора Шерцингера и Џонија Мерсера.

## Улоге
| Глумац         | Улога                      |
| -------------- | -------------------------- |
| Кимберли Бек   | Триш Џарвис                |
| Ерик Андерсон  | Роб Дајер                  |
| Тед Вајт       | Џејсон Вoрхис (непотписан) |
| Кори Фелдман   | Томи Џарвис                |
| Барбара Хауард | Сара                       |
| Џоун Фриман    | гђа Џарвис                 |
| Питер Бартон   | Даг                        |
| Криспин Главер | Џими                       |
| Џуди Аронсон   | Саманта                    |
| Камила Мор     | Тина                       |
| Лоренс Моносон | Тед                        |
| Алан Хејз      | Пол                        |
| Кари Мор       | Тери                       |
| Брус Малер     | Аксел                      |
| Лиса Фриман    | мед. сестра Р. Морган      |
| Бони Хелман    | аутостоперка               |
| Ентони Понзини | Винсент                    |